# Matthew Faughnan
Matthew Faughnan est réalisateur d'épisodes pour la série télévisée américaine, Les Simpson, depuis la dix-huitième saison. Il a aussi été assistant-réalisateur de l'épisode Le Gay Pied pour lequel il a remporté un Emmy Award en 2003.

## Réalisation pourLes Simpson
| Année | Titre                           | Titre original                    | Saison | Épisode | Scénariste                          |
| ----- | ------------------------------- | --------------------------------- | ------ | ------- | ----------------------------------- |
| 2006  | Simpson Horror Show XVII        | Treehouse of Horror XVII          | 18     | 4       | Peter Gaffney                       |
| 2007  | Petit Papa Noël super flic      | Stop or My Dog Will Shoot!        | 18     | 20      | John Frink                          |
| 2008  | Souvenirs dangereux             | Dangerous Curves                  | 20     | 5       | Billy Kimball et Ian Maxtone-Graham |
| 2009  | L'Insurgée                      | The Great Wife Hope               | 21     | 3       | Carolyn Omine                       |
| 2010  | Drôle d'héritage                | Loan-a Lisa                       | 22     | 2       | Valentina L. Garza                  |
| 2011  | Simpson Horror Show XXII        | Treehouse of Horror XXII          | 23     | 3       | Carolyn Omine                       |
| 2012  | La Cool Attitude                | The Day the Earth Stood Cool      | 24     | 7       | Matt Selman                         |
| 2013  | L'Instinct paternel             | Labor Pains                       | 25     | 5       | Don Payne Mitchell Glazer           |
| 2014  | Simpson Horror Show XXV         | Treehouse of Horror XXV           | 26     | 4       | Stephanie Gillis                    |
| 2015  | Une amie précieuse              | Friend with Benefit               | 27     | 6       | Rob LaZebnik                        |
| 2016  | Amis mais pas trop              | There Will Be Buds                | 28     | 6       | Matt Selman                         |
| 2017  | Springfield Splendor            | Springfield Splendor              | 29     | 2       | Tim Long Miranda Thompson           |
| 2017  | Bébé siffleur                   | Whistler's Father                 | 29     | 3       | Tom Gammill Max Pross               |
| 2018  | Simpson Horror Show XXIX        | Treehouse of Horror XXIX          | 30     | 4       | Joel H. Cohen                       |
| 2018  | Krusty le clown                 | Krusty the Clown                  | 30     | 8       | Ryan Koh                            |
| 2019  | Cristal Bleu Persuasion         | Crystal Blue-Haired Persuasion    | 30     | 23      | Megan Amram                         |
| 2019  | Vise haut ou vise Homer         | Go Big or Go Homer                | 31     | 2       | John Frink                          |
| 2020  | À la façon du chien             | The Way of the Dog                | 31     | 22      | Carolyn Omine                       |
| 2020  | Podcast News                    | Podcast News                      | 32     | 6       | David X. Cohen                      |
| 2021  | Simpson Horror Show XXXII       | Treehouse of Horror XXXII         | 33     | 3       | John Frink                          |
| 2021  | Un sérieux Flanders             | A Serious Flanders (Part 2)       | 33     | 7       | Cesar Mazariegos                    |
| 2022  | Habeas Tortue                   | Habeas Tortoise                   | 34     | 1       | Broti Gupta                         |
| 2022  | Demi-frère de la même planète   | Step Brother from the Same Planet | 34     | 8       | Dan Vebber                          |
| 2023  | Songe d'une nuit d'enfance      | A Mid-Childhood Night's Dream     | 35     | 2       | Carolyn Omine                       |
| 2023  | Iron Marge                      | Iron Marge                        | 35     | 6       | Mike Scully                         |
| 2024  | Le Lotus jaune                  | The Yellow Lotus                  | 36     | 2       | Loni Steele Sosthand                |
| 2024  | Un Noël sous hypnose (Partie 2) | O C'mon All Ye Faithful - Part 2  | 36     | 11      | Carolyn Omine                       |